# Arrondissement de Germersheim
L'arrondissement de Germersheim est un arrondissement  (Landkreis en allemand) de Rhénanie-Palatinat  (Allemagne).
Son chef lieu est Germersheim.

## Histoire
À partir de 1991, l'arrondissement est impliqué dans la coopération transfrontalière, en adhérant à l'eurodistrict Pamina.

## Villes et communes
(Habitants  le 31 décembre 2006)
Villes/Städte
1. Germersheim, Stadt (21 003)
2. Wörth-am-Rhein, Stadt (17 521)

Communes fusionnées, avec un astérisque devant le siège
| - 1. Commune fusionnée de Bellheim 1. Bellheim * (8 457) 2. Knittelsheim (1 026) 3. Ottersheim bei Landau (1 823) 4. Zeiskam (2 259) - 2. Commune fusionnée de Hagenbach 1. Berg (Pfalz) (2 152) 2. Hagenbach (Palatinat), Stadt * (5 393) 3. Neuburg am Rhein (2 525) 4. Scheibenhardt (689) - 3. Commune fusionnée de Jockgrim 1. Hatzenbühl (2 734) 2. Jockgrim * (6 910) 3. Neupotz (1 844) 4. Rheinzabern (4 850) | - 4. Commune fusionnée de Kandel 1. Erlenbach bei Kandel (730) 2. Freckenfeld (1 645) 3. Kandel, Stadt * (8 385) 4. Minfeld (1 584) 5. Steinweiler (1 820) 6. Vollmersweiler (226) 7. Winden (1 057) - 5. Commune fusionnée de Lingenfeld 1. Freisbach (1 039) 2. Lingenfeld * (5 401) 3. Lustadt (3 303) 4. Schwegenheim (2 911) 5. Weingarten (Pfalz) (1 579) 6. Westheim (Pfalz) (1 762) - 6. Commune fusionnée de Rülzheim 1. Hördt (2 405) 2. Kuhardt (1 954) 3. Leimersheim (2 617) 4. Rülzheim * (7 821) |